# Neolasioptera impatientifolia
Neolasioptera impatientifolia är en tvåvingeart som först beskrevs av Ephraim Porter Felt 1907.  Neolasioptera impatientifolia ingår i släktet Neolasioptera och familjen gallmyggor. Inga underarter finns listade i Catalogue of Life.